# Аль-Маясса бинт Хамад бин Халифа Аль Тани
Аль-Маясса бинт Хамад бин Халифа Аль Тани (араб. المياسة بنت حمد بن خليفة آل ثاني‎; род. 1983) — 14-й по старшинству ребёнок у шейха Хамада бин Халифы Аль Тани, бывшего эмира Катара, и старшая дочь эмира от его второй жены шейхи Мозы бинт Насер аль Миснед. Она была названа «самой влиятельной женщиной в искусстве» (и вообще самым влиятельнм человеком в сфере по версии журнала Art Review).

## Образование и карьера
Шейха Аль-Маясса закончила со степенью бакалавр искусств в области политологии и литературы Университет Дьюка (Дарем, Северная Каролина, США) в 2005 году. Во время этого обучения она являлась вице-президентом Международной ассоциации, вице-президентом Хивара (организации по продвижению политического диалога) и была делегатом на Модели ООН 2001/2002.
Во время учебного года 2003/2004 Аль-Маясса обучалась в Университете Париж 1 Пантеон-Сорбонна и в парижском Институте политических исследований (известном как Sciences Po).
По окончании своего обучения шейха Аль-Маясса основала общественную организацию «Протянуть руку Азии» («Reach Out To Asia»). Эта организация является благотворительной, направленной на помощь жертвам стихийных бедствий в Азии путём предоставления качественного образования.

### Культурная политика и деятельность
Аль-Маясса возглавляет Катарское ведомство музеев и Институт кино в Дохе, одни из ведущих культурных организаций Катара. Пополняя катарские коллекции искусств и приглашая ведущих мировых деятелей искусства в Доху она воплощает культурную политику государства Катар. В марте 2012 года The Economist назвал её «Катарской королевой культуры».
В июне 2014 года председательствовала на 38-й сессии Комитета Всемирного наследия ЮНЕСКО, проходившей в Дохе.

## Свадьба и дети
Шейха Аль-Маясса вышла замуж за шейха Джассима бин Абдула Азиза Аль Тани 6 января 2006 года, церемония прошла во дворце Аль-Ваджбах в Дохе. Шейх Джассим — старший сын шейха Абдул Азиза бин Джассима бин Хамада Аль Тани, таким образом супруги приходятся друг другу двоюродным братом и сестрой. У них на данный момент 3 сына:
- Шейх Мухаммед
- Шейх Хамад
- Шейх Абдулазиз